# Heinrich Wilhelm Blasius
Heinrich Wilhelm Blasius, später William Blasius (* 24. Juli 1818 in Eckenbach bei Nümbrecht; † 24. März 1899 in Braunschweig), war ein deutschstämmiger amerikanischer Meteorologe.

## Leben
Blasius wurde in Eckenbach bei Nümbrecht geboren. Sein älterer Bruder war der spätere Zoologe Johann Heinrich Blasius.
Blasius studierte von 1842 bis 1847 Naturwissenschaften, vor allem Zoologie, in Bonn. Im Jahre 1846 wurde er Mitglied der Studentenverbindung Bonner Wingolf.
Nach seinem Studium wurde er Professor für Naturgeschichte am Lyzeum Hannover. Im Jahre 1850 wanderte er aus politischen Gründen in die Vereinigten Staaten von Amerika aus und lebte fortan in Cambridge bei Boston.
In Cambridge traf er auf Louis Agassiz.
Blasius stellte 1852 als erster eine Theorie über die Genese der Stürme auf, die bis heute vollständig den Grundanschauungen der heutigen Polarfronttheoretiker entspricht und in wesentlichen Punkten die Lehre von Heinrich Wilhelm Dove ergänzte. Er fand jedoch wenig Unterstützer, weil er seine eigene Terminologie schuf und seine Theorien nicht begründete. Seine Thesen gerieten bald weitgehend in Vergessenheit.
Blasius erhielt 1860 die US-Staatsbürgerschaft. Im gleichen Jahr heiratete er Cäcilie, die Tochter von August Uhde, Physik-Professor am Collegium Carolinum in Braunschweig. Der gemeinsame Sohn Eugen wurde ebenfalls Physiker.
Blasius wurde im Jahre 1875 in die American Philosophical Society gewählt.
Im Jahr 1888 kehrte Blasius nach Deutschland zurück, wo er noch einige meteorologische Vorträge hielt. Blasius starb 1899 in Braunschweig.

## Werke
- New theory of storms, New York 1852
- Storms, their nature, Classification, and laws, Philadelphia 1875